# Ifrit
Ifrit (afryt, efryt, ifryt) – zły duch, demon, w wierzeniach muzułmańskich uważany za szczególnie złośliwego i niebezpiecznego, najpotężniejszy pośród dżinnów. Miał się wyróżniać wysokim wzrostem i wielką mocą. W wierzeniach ludowych ifritem stawała się dusza człowieka, który zmarł nagle i nie został pochowany (w szczególności dotyczy to ofiar morderstwa). Najgroźniejszym pośród ifritów był Marid, czyhający na ludzi na drogach, zabić go można jednak, cytując werset z Koranu.